# Hrádecký dub
Hrádecký dub je památný strom ve vsi Hrádek, severozápadně od Sušice. Dub letní (Quercus robur) roste u zdejšího Hrádeckého mlýnského rybníka, v nadmořské výšce 475 m, jeho stáří je odhadováno na 440 let.. Obvod jeho kmene měří 485 cm a koruna stromu dosahuje do výšky 28 m a její šířka 20 m (měření 2012). Křemelák je chráněn od roku 1978 pro svůj vzrůst a věk.

## Stromy v okolí
- Hrádecká lípa
- Lešišovská lípa